# Euskirchen
Euskirchen er en by i Tyskland i delstaten Nordrhein-Westfalen med cirka 55.000 indbyggere. Byen er administrationssæde i kreisen Euskirchen og ligger ved floden Erft.
Selv om Euskirchen i dag er en moderne handelsby, har byen en historie som går 700 år tilbage i tiden, og den fik bystatus i 1302.

## Attraktioner
Dele af den gamle bymur og tre af forsvarstårnene står tilbage. Mange turister kommer til Euskirchen siden byen ligger nær de to storbyer Köln og Bonn, som ligger nordøst for byen. I syd ligger åslandskabet Eifel.